# Фокин, Леонид Философович
Леонид Философович Фокин(1881—1937) — русский советский учёный-химик, технолог химического производства, профессор.

## Биография
Родился в Минском уезде Минской губернии. По национальности русский. Окончил Калужскую мужскую гимназию в 1900 году.
В 1907 году окончил с отличием полный курс по химическому отделению Санкт-Петербургского технологического института и был оставлен для преподавательской деятельности. С 1914 года — заведующий лабораторией технологии минеральных веществ, читал курсы «Методы и орудия химической техники», «Коксохимическое производство», «Технология каменного угля», «Основная химическая промышленность», «Коксобензол».
Фокиным разработаны методы производства синтетического аммиака и синтетического каучука.
Леонид Философович совмещал преподавательскую работу с государственной и общественной деятельностью по организации химической промышленности СССР: был председателем Технического совета химического отдела ВСНХ СССР, председателем химической секции Ассоциации инженеров. Вместе с академиком Владимиром Ипатьевым, в качестве эксперта, принимал участие в составлении концессионных договоров с зарубежными предпринимателями.
В октябре 1930 года Фокин был арестован и осуждён по «делу Промпартии» на 10 лет лагерей, с заменой на высылку консультантом на строительство Березниковского химкомбината.
В 1933 году был осужден по статьям 58-6-7-9-11 УК РСФСР к расстрелу, с заменой на 10 лет исправительно-трудовых работ. Отбывал наказание в Белбалтлаге.
14 августа 1937 года Тройкой НКВД Карельской АССР 20 сентября 1937 года в лагере был приговорён по статьям 58-6-7-9-11 к высшей мере наказания как «идейный вдохновитель фашистско-террористической группы из заключенных — бывших дворян, офицеров и кулаков, осужденных за шпионаж, террор, диверсию и контрреволюционную деятельность». Расстрелян в урочище Сандармох 28 сентября 1937 года.
Реабилитирован 12 июня 1989 года прокуратурой Карельской АССР.

## Научные труды
- Химическая промышленность Бельгии: Уровень техники и обзор экон. отношений. — Петроград: тип. «Реклама», 1917. — 120 с.: ил.
- Химия цианамида и его производных. — Пг., 1920. — 51 с.
- Обзор химической промышленности России. — Пг. : Науч.-техн. отд. ВСНХ. Науч. хим.-техн. изд-во, 1920—1922.
- Синтез аммиака и органических продуктов из коксового и водяного газов. — 2-е изд., перераб. и доп. — [Ленинград]: Госхимтехиздат,1932. — 680 с.: ил.